# Midnight Crossing
Pour plus de détails, voir Fiche technique et Distribution.
Midnight Crossing est un film américain de Roger Holzberg sorti en 1988.

## Fiche technique
- Titre : Midnight Crossing
- Réalisation : Roger Holzberg
- Production : Mathew Hayden, Jack Lorenz et Doug Weiser

## Distribution
- Faye Dunaway: Helen Barton
- Kim Cattrall: Alexa Schubb
- John Laughlin (en): Jeff Schubb
- Ned Beatty: Ellis